# Bardelys the Magnificent

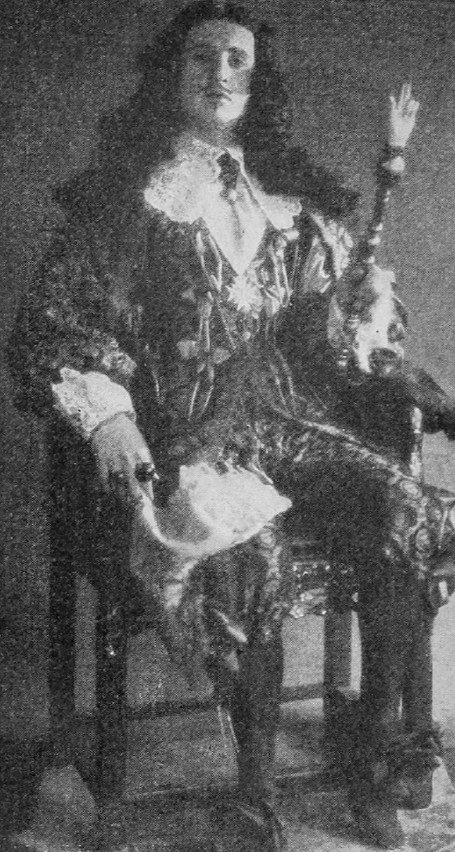
Arthur Lubin als Louis XIII in Bardelys the Magnificent

Bardelys the Magnificent is een stomme film uit 1926 onder regie van King Vidor. De film is gebaseerd op een boek van Rafael Sabatini. Tot op het heden bestaat er nog geen complete kopie van de film. Wel is er materiaal met een totaal van 30 minuten aan film in een privécollectie en is een scène van de film te zien in Show People (1928).

## Verhaal
De film speelt zich af in de tijd dat Lodewijk XIII van Frankrijk regeerde. Bardelys is een man op wie elke vrouw valt. Hij geniet hier dan ook met volle teugen van. Wanneer hij ontdekt dat een vrouw aan het hof van de koning niet valt voor zijn charmes, zet de charmeur alles op alles om ook haar voor zich te winnen. Terwijl hij dit doet, belooft hij de stervende man Lesperon een aantal belangrijke documenten te bezorgen. Lesperon blijkt een verrader en zorgde ervoor dat Bardelys illegaal werk deed. Het duurt dan ook niet lang meer voordat Bardelys opgehangen zal moeten worden.

## Rolverdeling
| Acteur            | Personage             |
| ----------------- | --------------------- |
| John Gilbert      | Bardelys              |
| Eleanor Boardman  | Roxalanne de Lavedan  |
| Roy D'Arcy        | Chatellerault         |
| Lionel Belmore    | Vicomte de Lavedan    |
| Emily Fitzroy     | Vicomtesse de Lavedan |
| George K. Arthur  | St. Eustache          |
| Arthur Lubin      | Koning Lodewijk XIII  |
| Theodore von Eltz | Lesperon              |
| Karl Dane         | Rodenard              |
| Edward Connelly   | Kardinaal Richelieu   |